# Narciso Tomé

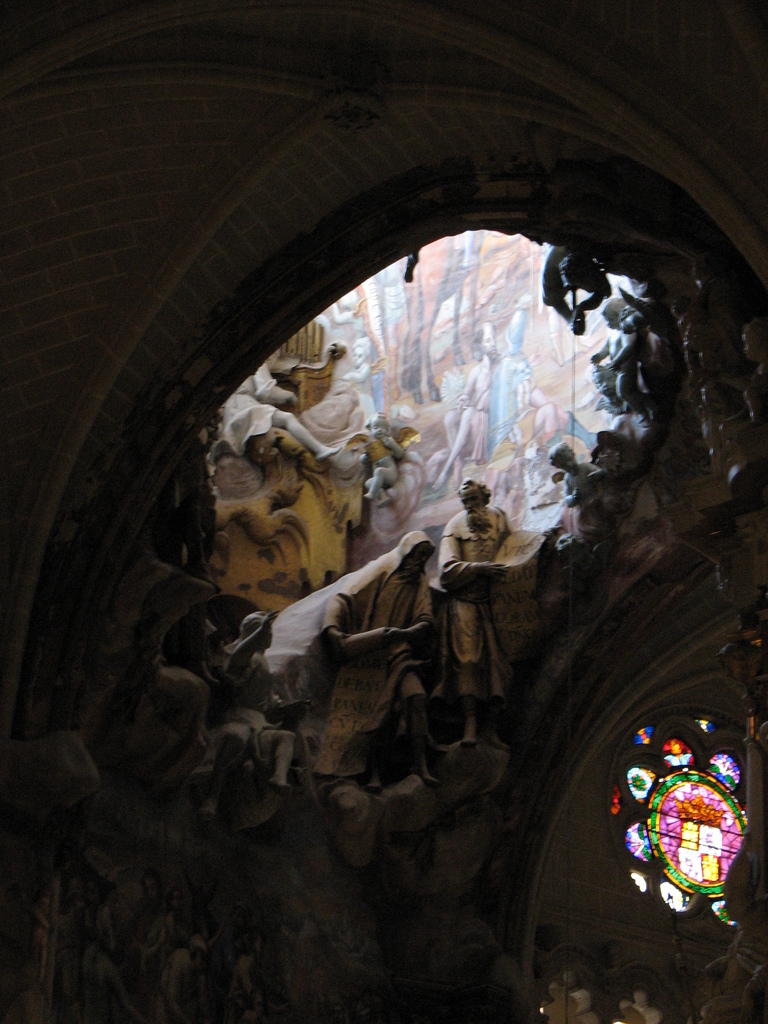
«Transparent» de la Catedral de Toledo

Narciso Tomé (1690 - 1742) va ser un arquitecte i escultor espanyol, nascut a Toro.
Juntament amb el seu germà Diego va esculpir el 1715 la façana de la Universitat de Valladolid. El 1721 va ser nomenat mestre major de la catedral de Toledo, per a la qual va construir el cèlebre Transparent (1721-1732), un dels millors exemples del barroc espanyol.